# Fokker F29
De Fokker F29 is een vliegtuigmodel van Fokker, dat nooit verder is gekomen dan de tekentafel.

## Ontwikkeling
De ontwikkeling van de F29 begon eind 1970. Fokker had op dat moment enkele verouderde modellen in productie en was op zoek naar een nieuwe stap in de markt. Fokker zag haar concurrentie een voorsprong nemen met de Boeing 727, Boeing 737, Douglas DC-9 en BAC One-Eleven.
Fokker stelde in 1979 de F29 voor, een nieuw lijntoestel met 138 zitplaatsen. Op dat moment had Fokker al 150 miljoen gulden geïnvesteerd in de ontwikkeling van het nieuwe vliegtuig. De verkoopprijs van het toestel was begroot op 17 miljoen gulden.
De eerste vlucht met het model stond gepland voor eind 1983 en het model zou dan vanaf begin 1985 dienst gaan doen. Er stond ook een verlengd model met 160 tot 180 zitplaatsen gepland voor eind jaren 80.

## Ontwerp
De algemene lay-out van het vliegtuig bestond uit een de verlengde romp van de Fokker F28 met een nieuw, door het NLR ontwikkeld superkritisch vleugelprofiel en twee aan de vleugel gemonteerde turbofanmotoren. De staart van het vliegtuig was ook afgeleid van de F28 met zijn hoog gemonteerde hoogteroer en karakteristieke luchtremmen.
In het passagiersgedeelte zouden zes stoelen op een rij staan terwijl de F28 er vijf had. Later werd openlijk toegegeven dat het interieurontwerp gedeeltelijk was overgenomen van de Boeing 707/727/737.
Er werden twee mogelijke motoren bekendgemaakt, te weten: de CFM56-3 ontworpen door CFM International of een nieuw te ontwerpen RJ500, die ontworpen zou worden door Rolls-Royce, IHI, Fuji en Kawasaki.

## Einde

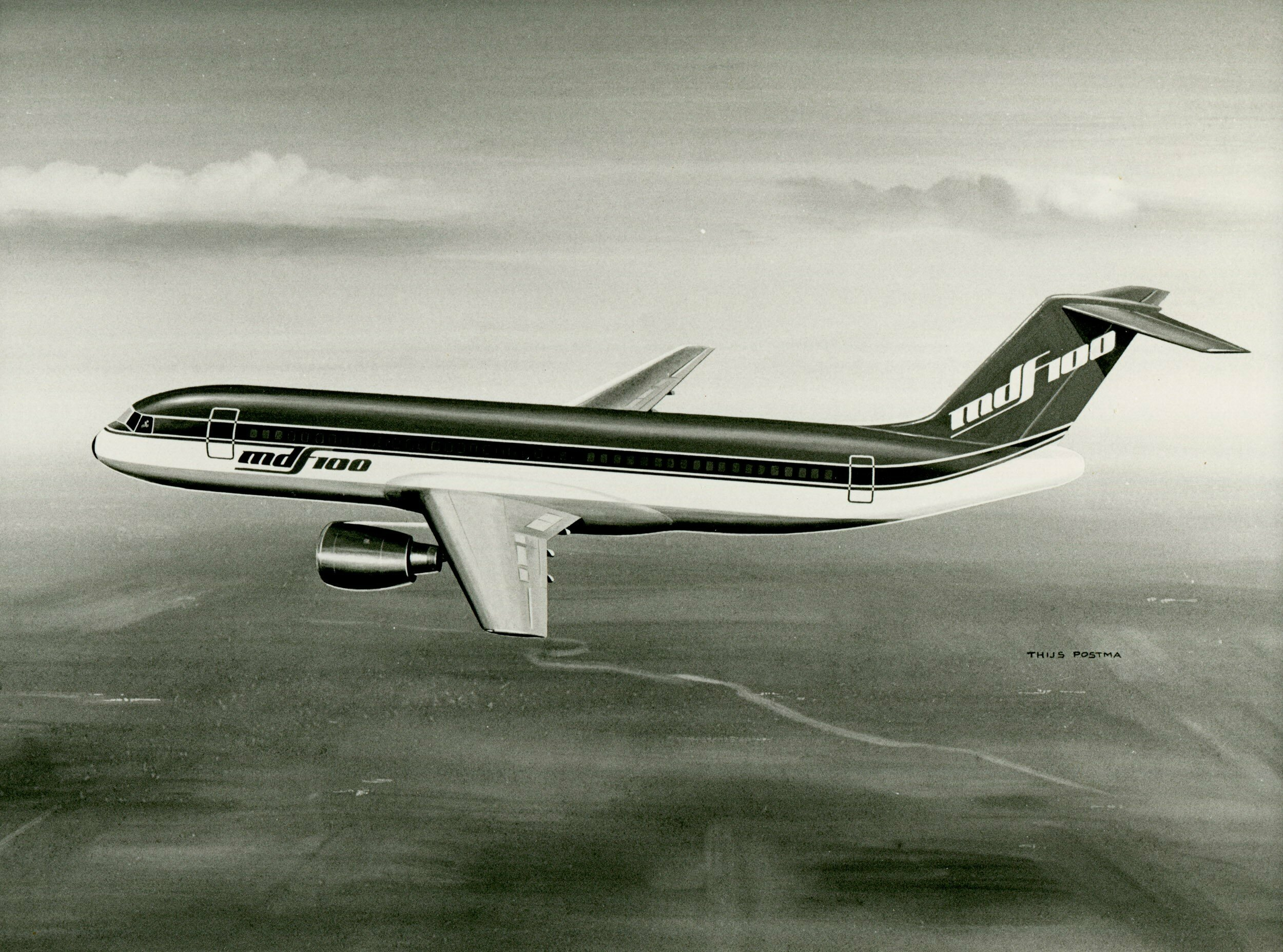
Tekening van het ontwerp van de McDonnell Douglas - Fokker MDF100

Fokker ondervond moeilijkheden bij het aantrekken van industriële partners en het lukte slecht luchtvaartmaatschappijen te interesseren in de nieuwe F29. In 1981 vond het een partner in McDonnell Douglas dat op dat moment ook plannen had voor een nieuw ontwerp. Het leidde tot de MDF100, dit model was een mix van de door Fokker ontworpen F29 en de door McDonnell Douglas ontworpen DC modellen.
Door het combineren van deze twee modellen was het oude ontwerp van de F29 van de baan. De samenwerking strandde echter al na een jaar, voornamelijk door het uitblijven van de eerste bestellingen. Fokker richtte zich daarna op de vernieuwing van de kleinere toestellen F27 en F28.

## Specificaties

###### Algemene kenmerken
- Bemanning: 2
- Capaciteit: 138 passagiers in standaard configuratie
- Lengte: 39,41 m
- Spanwijdte: 32,88 m
- Hoogte: 10,57 m
- Max. startgewicht: 59.700 kg
- Voortstuwing: 2 × turbofanmotoren

###### Prestaties
- Maximumsnelheid: Mach 0,60 (740 km/u)
- Kruissnelheid: Mach 0,51 (630 km/u)
- Dienstplafond: 11.278 m